# Lampetia

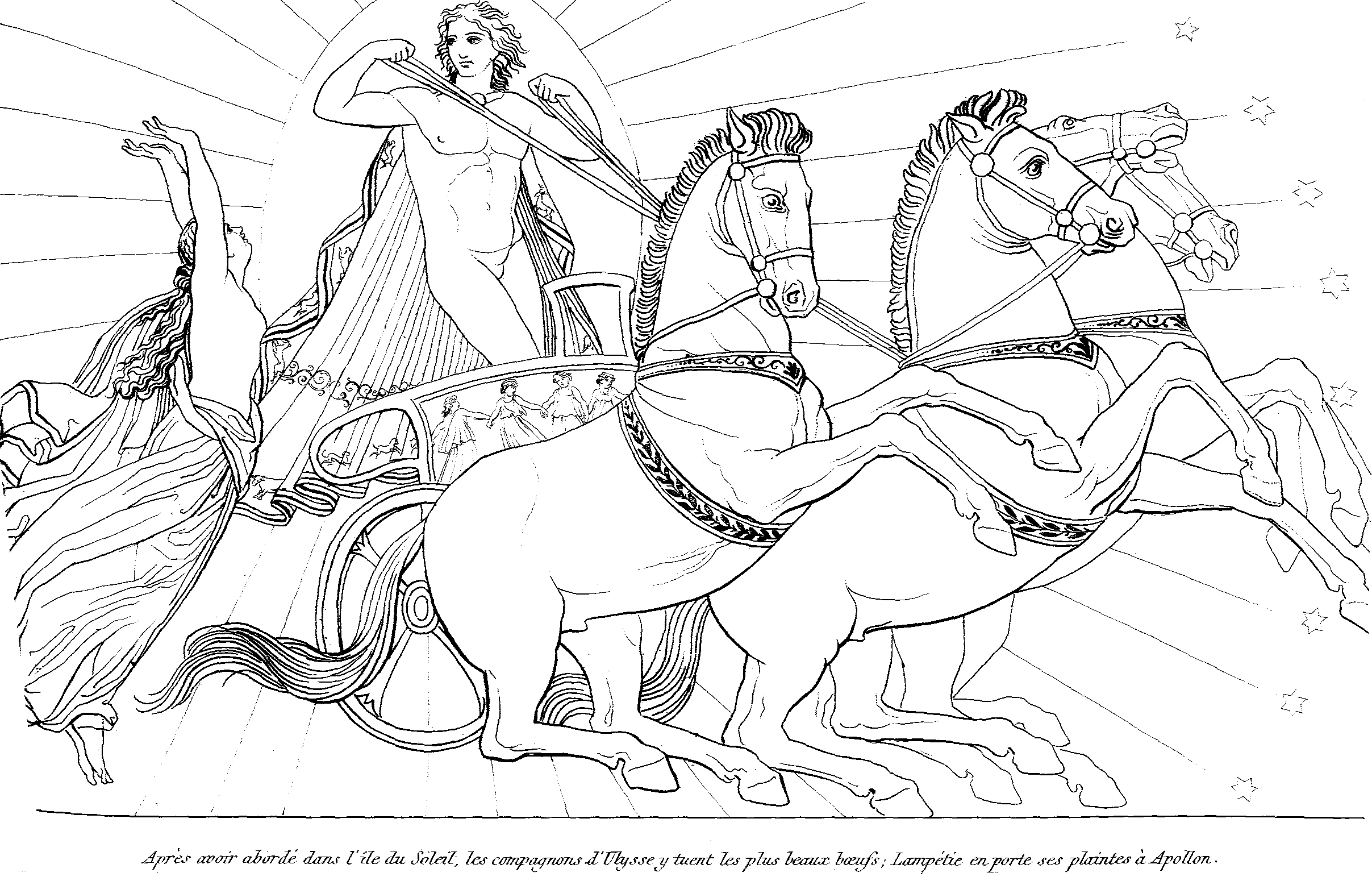
Ilustración de John Flaxman para una edición de 1810 de la Odisea; en el pie de la imagen, se nombra al dios del Sol como Apolo: «Tras haber llegado a la isla del Sol, los compañeros de Ulisesmatan allí a los bueyes más hermosos. Lampetia se queja a Apolo.»

En la mitología griega Lampetia o Lampetie (Λαμπετία; Lampetía o Λαμπετίη; Lampetíē, esto es «brillante»), según la Odisea, era la hermana de Faetusa. Estas ninfas de hermosos cabellos fueron engendradas por Helios Hiperión y la divina Neera. Esta, tras darlas a luz y criarlas llevólas su madre a la isla Trinacia allá lejos y en ella las puso a guardar las ovejas del padre y sus vacas rollizas.
Lampetia fue quien avisó a su padre Helios cuando los hombres de Odiseo, contraviniendo sus órdenes, mataron algunos toros, los cuales eran eternos e inmortales. Su padre pidió a los dioses que le dejaran vengarse por la muerte de su ganado. Zeus entonces lanzó uno de sus truenos y una tormenta a la tierra, haciendo naufragar el barco en que huían de la isla Odiseo y sus hombres. Se ahogaron todos, salvo Odiseo, que sobrevivió asido al mástil.
Ovidio refiere que Lampetia era una de las Helíades, hija de Helios y de Clímene, la esposa de Mérope, rey de Etiopía. Helios y Clímene también fueron los padres de Faetón, a quienes sus hermanas lo lloraron hasta que sus lágrimas se tornaron en ámbar.
En otras fuentes a Lampetia se la imagina como la esposa de Asclepio.